# Liuhe (socken i Kina, Henan, lat 34,06, long 116,53)
Liuhe (kinesiska: 刘河, 刘河乡) är en socken i Kina. Den ligger i provinsen Henan, i den centrala delen av landet, omkring 280 kilometer öster om provinshuvudstaden Zhengzhou. Antalet invånare är 35 354. Befolkningen består av 17 441 kvinnor och 17 913 män. Barn under 15 år utgör 22,0 %, vuxna 15-64 år 65 %, och äldre över 65 år 12,0 %.
Genomsnittlig årsnederbörd är 957 millimeter. Den regnigaste månaden är juli, med i genomsnitt 202 mm nederbörd, och den torraste är januari, med 12 mm nederbörd.